# 热尔米尼
热尔米尼（法語：Germigny，法語發音：[ʒɛʁmiɲi]）是法国勃艮第-弗朗什-孔泰大区约讷省的一个市镇，属于欧塞尔区。

## 地理
热尔米尼（47°59'42"N, 3°46'51"E）面积11.87 平方千米，位于法国勃艮第-弗朗什-孔泰大區约讷省，该省份为法国中北部内陆省份，西接卢瓦雷省，西北接塞纳-马恩省，南至涅夫勒省，东临科多尔省，东北与奥布省接壤。
与热尔米尼接壤的市镇（或旧市镇、城区）包括：伯尼翁、若尔日、谢于、比托、圣弗洛朗坦、苏曼特兰。

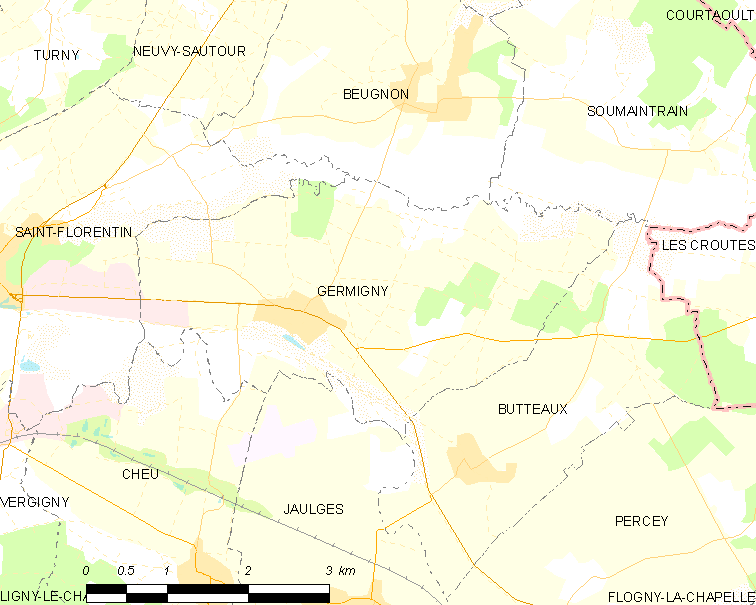
热尔米尼的OSM定位图

热尔米尼的时区为UTC+01:00、UTC+02:00（夏令时）。

## 行政
热尔米尼的邮政编码为89600，INSEE市镇编码为89186。

## 政治
热尔米尼所属的省级选区为圣弗洛朗坦县。

## 人口

1962-2008年间热尔米尼人口变化图示

热尔米尼于2022年1月1日时的人口数量为531人。